# Semaforin puisto
Le parc du sémaphore (finnois : Semaforin puisto) est un parc du quartier Vöyrinkaupunki de Vaasa en Finlande.

## Présentation
Rénové en 2018, le parc du Sémaphore est un petit parc de loisirs ouvert au milieu de la ville avec des arbres et des plantes vivaces à fleurs.